# ريكاردو غارسيا
ريكاردو بيرموديز غارسيا (بالإنجليزية: Ricardo Bermudez Garcia) المعروف باسم ريكاردينيو، من مواليد 19 نوفمبر 1975، هو لاعب الكرة الطائرة البرازيلي. نافس في دورة الألعاب الاولمبية الصيفية لعام 2004. ست ميداليات ذهبية في الدوري الدولي (2001 و 2003 و 2004 و 2005 و 2006 و 2007)، على ميداليتين ذهبيتين في بطولة العالم (2002 و 2006) وألقاب أربع مرات بطل أمريكا الجنوبية (1997 و 1999 و 2001 و 2003)، ثلاث مرات الفائز بكأس أميركا (1998 و 1999 و 2001)، بطل مرتين في دوري أبطال أوروبا (1997 و 2005) وبطل كأس العالم العالم (2003).

## الجوائز والالقاب

### الفردية
- أفضل تمرير - الألعاب الأولمبية الصيفية 2004
- أفضل لاعب - رابطة العالم 2007

## وصلات خارجية
- ريكاردو غارسيا على موقع الاتحاد الأوروبي (الإنجليزية)
- ريكاردو غارسيا على موقع عالم الكرة الطائرة (الإنجليزية)
- ريكاردو غارسيا على موقع دوري الدرجة الأولى الإيطالي للكرة الطائرة - رجال (الإيطالية)
- ريكاردو غارسيا على موقع اللجنة الأولمبية الدولية (الإنجليزية)
- ريكاردو غارسيا على موقع أوليمبيديا (الإنجليزية)
- ريكاردو غارسيا على موقع اللجنة الأولمبية البرازيلية (البرتغالية)

- Olympic Profile